# Арутюнян Георгій Едуардович
Георгій Едуардович Арутюнян (вірм. Գեորգի Էդուարդի Հարությունյան, нар. 9 серпня 2004, Краснодар, Росія) —— вірменський футболіст, центральний захисник російського клубу «Краснодар» та національної збірної Вірменії.

## Ігрова кар'єра

### Клубна
Георгій Арутюнян народився у місті Краснодар і є вихованцем місцевого однойменного клуба. З 2022 року Арутюнян почав свої виступи за другу команду «Краснодара» у ФНЛ. 27 травня 2023 року у матчі чемпіонату країни проти ЦСКА Арутюнян дебютував на вищому рівні у першій команді.
Також Георгій брав участь у фінальному матчі Кубка Росії проти ЦСКА.

### Збірна
Міжнародну кар'єру Арутюнян починав у юнацьких збірних Росії.
У березні 2023 року отримав виклик до національної збірної Вірменії і 25 березня у матчі відбору Євро 2024 проти команди Туреччини Георгій Арутюнян зіграв першу гру у складі збірної Вірменії.

## Титули
Краснодар
- Фіналіст Кубка Росії: 2022/23